# Księga krwi (film 2009)
Księga krwi (Book of Blood) – brytyjski film grozy z 2009 roku. Film powstał na podstawie opowiadań Clive’a Barkera pt. Krwawa księga i Przy Jerusalem Street. Oba te opowiadania są częścią cyklu Księga krwi tego autora.

## Fabuła
Kobieta zajmująca się badaniem zjawisk paranormalnych, wraz z pomocą medium bada sprawę tajemniczego domu, w którym kiedyś doszło do wielu niewyjaśnionych śmierci. 

## Obsada
- Jonas Armstrong - Simon McNeal
- Sophie Ward - Mary Florescu
- Clive Russell - Wyburd
- Paul Blair - Reg Fuller
- Romana Abercromby - Janie
- Simon Bamford - Derek
- James Watson - Jimmy
- Doug Bradley - Tollington